# Анакт Мілетський
Анакт (дав.-гр. Αναξ) — легендарний цар Мілета домінойської доби.
Син Урана і Геї, батько Астерія.
На честь Анакта Мілет нібито називався Анактерією.
Вочевидь, ім'я царя є лише переінакшеним титулом володаря — ванакт (дав.-гр. ϝάναξ). Та й походження від найдавніших божеств свідчить про відсутність якихось достовірних відомостей про нього, якщо не вважати саму легенду про існування Анакта пізнішою реконструкцією.